# 劉伶
劉 伶（りゅう れい、221年? - 300年?）は、竹林の七賢の一人。字は伯倫。三国時代の魏および西晋の文人。沛国の人。

## 人物
『世説新語』によると、身長が約140cmと低く手押し車に乗り、鍤（シャベル）を携えた下僕を連れて、「自分が死んだらそこに埋めろ」と言っていた。酒浸りで、素っ裸でいることもあった。ある人がそれをとがめたのに答えて言った。「私は、天地を家、部屋をふんどしと思っている。君らはどうして私のふんどしの中に入り込むのだ。」また酒浸りなので、妻が心配して意見したところ、「自分では断酒できないので、神様にお願いする」と言って、酒と肉を用意させた。そして祝詞をあげ、「女の言うことなど聞かない」と言って肉を食い、酒を飲んで酔っぱらったと伝わる。
著書に『酒徳頌』がある。